# Pornorama
Pornorama (auch Pornorama oder die Bekenntnisse der mannstollen Näherin Rita Brauchts) ist eine deutsche Filmkomödie von Marc Rothemund aus dem Jahr 2007. Der Film spielt Anfang der 1970er Jahre und thematisiert – mit dem Konflikt der sexuellen Befreiungsbewegung mit der Polizei als Rahmen – die Geschichte des jugendlichen Polizeianwärters Bennie, der die Produktion eines amateurhaften Sexfilms, seinen Hallodri-Bruder Freddie, die Karriere bei der Polizei und seine erste große Liebe miteinander zu vereinen versucht.

## Handlung
Der draufgängerische Freddie Köpke plant aus Geldsorgen, einen Sexfilm zu drehen und damit einen Erfolg zu landen. Er hat schon eine komplette Filmcrew aus befreundeten Amateuren zusammengestellt und auch die Finanzierung sichergestellt, benötigt aber noch einen Regisseur. Dazu überredet er seinen Bruder Bennie, einen Polizeianwärter, der viel lieber Filme machen würde, aber zunächst nicht mit der Produktion eines Sexfilms einverstanden ist.
Kurz vorher hat Bennie die Aktivistin Luzi kennengelernt und sich in sie verliebt, sie weiß aber nicht, dass er bei der Polizei ist. Zusammen mit ihr sucht er eine Eheberaterin auf und die beiden erzählen eine fingierte Geschichte, woraufhin Bennie die Idee für ein Drehbuch kommt.
Nachdem Drehort, Ausrüstung, Kulissen und Kostüme beschafft worden sind, sollen die Dreharbeiten beginnen. Probleme gibt es allerdings, weil die vom Produzenten und Pizzeriabesitzer Césare engagierte Hauptdarstellerin kein Deutsch spricht und keine Nacktszenen drehen möchte.
Doch alle Probleme kann das Filmteam mit teils verrückten Ideen lösen und den Film schließlich fertigstellen.
Am Premierentag steht eine lange Schlange vor dem Kino, in dem der Film aufgeführt werden soll. Die Filmcrew freut sich über den riesigen Andrang, muss aber feststellen, dass die Schlange noch weiter zur Vorführung eines Konkurrenzfilmes führt und kein Besucher ihren Film sehen möchte. Zudem verhängt die Polizei ein Vorführverbot, wobei Bennie vor Luzi als Polizist verraten wird. Daraufhin verlässt sie ihn, enttäuscht, mit einem „Bullen“ zusammen gewesen zu sein, und weist ihn ab, als er nachts zu ihrem Fenster klettert, um sie zurückzuholen.
Ihretwegen verweigert er am nächsten Tag die Vereidigung als Polizist und gibt seinen Beruf auf.
Eine glückliche Wendung führt dazu, dass der Film an den Hofer Filmtagen vorgeführt wird und eine Auszeichnung erhält, wodurch sich die Arbeit trotz des Misserfolgs an der Premiere doch gelohnt hat. Auch Luzi kehrt zu Bennie zurück, und die beiden wollen noch viele weitere Filme drehen.

## Kritiken
Das Lexikon des Internationalen Films urteilt: „Versuch einer Parodie auf die Sexfilmwelle der 1960er- und 1970er-Jahre, die oberflächlich und bieder ausfällt und nicht mehr als ungenau gearbeitete Kolportage bietet.“